# Freddy Milton

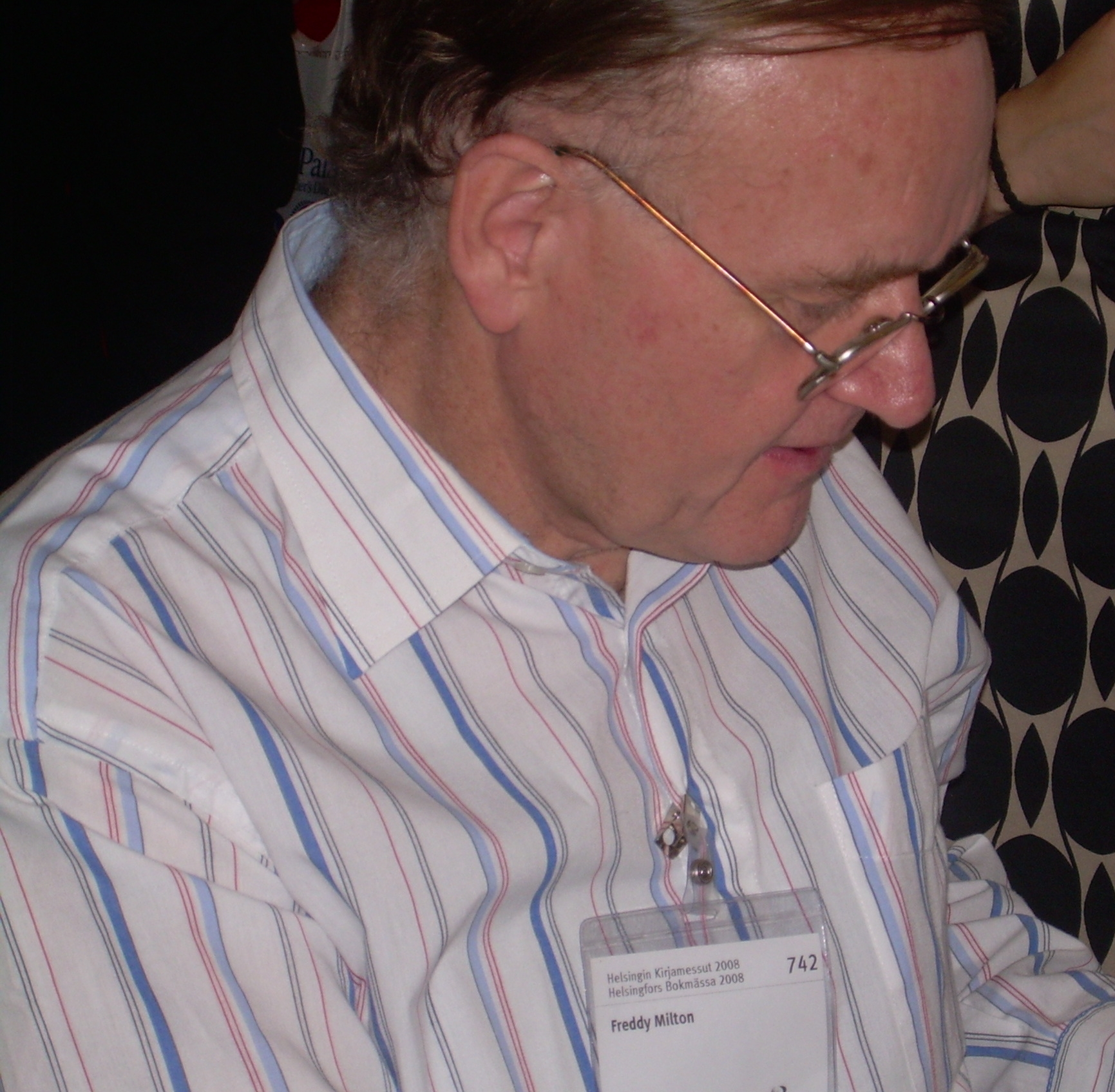
Freddy Milton (2008)

Freddy Milton Larsen Nielsen (* 18. April 1948 in Viborg, Dänemark) ist ein dänischer Comiczeichner und -autor.

## Leben
Milton war ursprünglich als Lehrer tätig. Seine berufliche Laufbahn als Comicautor und Zeichner begann er 1972, als er und sein Bruder Ingo Milton ihren eigenen Zenit-Comics als täglichen Krimi-Strip in der dänischen Zeitung Jyllands-Posten veröffentlichten.
1974 begann Milton für das dänische Disney-Fanzine Carl Barks & Co. Beiträge zu schreiben und Disneyfiguren zu zeichnen, gedacht zur Würdigung zu dem Donald-Duck-Zeichner und Comicautor Carl Barks. Bereits im folgenden Jahr begann er als Comicautor, Szenarien und Geschichten zu Donald Duck für den niederländischen Verlag Oberon zu entwerfen und zu schreiben. In der weiteren Folge schrieb und zeichnete er mehrfach für Disney.
Milton sollte ursprünglich auch den ersten Comic zur Olsenbande für dänischen Verlag Interpresse entwerfen. Ein Entwurf dazu wurde in dem dänischen Comicmagazin Kulørte Sider veröffentlicht, aber letztendlich entschied man sich für den dänischen Zeichner Otto Frello. Frello schuf einen Comic zu den vierten Olsen-Film Die Olsenbande und ihr großer Coup und Milton übernahm nur noch das Handlettering dazu. In der deutschen Ausgabe dieses Comicalbum wurden im Anhang einige seiner damaligen Entwürfe und auch zwei fertige Seiten in Deutsch von Miltons Olsenbanden-Comic veröffentlicht.
Milton zeichnete in den 1980er Jahren ein Comicalbum zu Woody Woodpecker (dänisch: Søren Spætte) und veröffentlichte seine eigene Serie zu der Drachen-Familie Gnuff. Von 1992 bis 2000 erschien Miltons große Albumserie zu dem Comic Dekalog over janteloven.
Seit 2001 veröffentlichte sechs  Alben zu der Comicserie Jomsvikingerne (Die Jomswinkingerer).

## Bibliografie (Auswahl)
- Jyllands-Posten: Zeichnungen für den Comic  Zenit 1972–1973 (zusammen mit dem Manuskript von Ingo Milton)
- Semic-Verlag (Bonnier): Redaktion, Szenarien, und Übersetzer
- Oberon/VNU: Szenario, Comicautor und Comiczeichner für Disney, seit 1975.
- Interpresse: Comicautor und Zeichner Woody Woodpecker und Familie Gnuff, 1978–1985
- Interpresse/Arboris: Comicautor und Zeichner für Gnuff-Album, seit 1985
- Bogfabrikken: Comicautor und Zeichner Villiams värld, in 10 Bänden von 1989–2000.
- Arboris: Szenario, Comicautor und Comiczeichner zu der Wikinger-Comicalbenserie Jomsvikingerne, seit 2001